# Aldair
Aldair Nascimento dos Santos (normalt bare kendt som Aldair) (født 30. november 1965 i Ilhéus, Brasilien) er en tidligere brasiliansk fodboldspiller, der spillede som midterforsvarer. Han var på klubplan primært tilknyttet AS Roma i den italienske Serie A, hvor han spillede i hele tretten sæsoner. Han repræsenterede også den brasilianske storklub Flamengo, ligesom han havde ophold hos SL Benfica og Genoa CFC.
Med Roma var Aldair med til at vinde det italienske mesterskab i 2001 og landets pokalturnering Coppa Italia i 1991.
Aldair spillede i årene mellem 1989 og 2000 80 kampe for Brasiliens landshold, hvori han scorede tre mål. Han var en del af landets trup der blev verdensmestre ved VM i 1994 i USA, samt ved VM i 1998 i Frankrig, hvor det blev til en andenplads.
Aldair var desuden med til at vinde to udgaver af Copa América, i 1989 og 1997. Han triumferede også med holdet ved Confederations Cup 1997.

## Titler
Campeonato Carioca
- 1986 med Flamengo

Serie A
- 2001 med AS Roma

Coppa Italia
- 1991 med AS Roma

Supercoppa Italiana
- 2001 med AS Roma

Portugisisk Super Cup
- 1989 med Benfica

VM
- 1994 med Brasilien

Copa América
- 1989 og 1997 med Brasilien

Confederations Cup
- 1997 med Brasilien